# Саксаул
Саксау́л (лат. Halóxylon) — род древесных растений подсемейства Маревые (Chenopodioideae) семейства Амарантовые (Amaranthaceae); ранее род относили к семейству Маревые (Chenopodiaceae).
Образует пустынно-древесные заросли — саксаульные леса («саксаульники»), площадь которых в южном Казахстане составляет около 15 млн га, в Туркменистане — 6 млн га, в Узбекистане — 0,6 млн га, местами встречается в Азербайджане, где называется юлгун.

## Название
По мнению Дмитрия Ушакова, название заимствовано из казахского «seksevil». В современном казахском языке кустарник называется «сексеуіл». Согласно школьному этимологическому словарю, название саксаул заимствовано в XIX веке из тюркских языков.

## Биологическое описание
Кустарники или небольшие деревья (высотой 1,5—12 м) с вильчатым ветвлением и ломкими молодыми побегами. Листья в виде супротивных мелких бесцветных чешуй или бугорков (фотосинтез осуществляют зелёные ветви). Цветки обоеполые, сидят по 4 в пазухах чешуевидных прицветников. Околоцветник из 5 плёночных листочков, образующих у плода (орешка) крылья. Корневая система мощная, уходящая на 10—11 м. Ствол неровный, крепкий, но иногда хрупкий. Цвет коры белый, чёрный, или коричневый. В условиях юго востока Волгоградской обл хорошо дает прирост и в сильнозасушливые годы в пастбищноэащитных полосах.

## Виды
По информации базы данных The Plant List на 2013 год, род включает 9 видов:
- Haloxylon ammodendron (C.A.Mey.) Bunge ex Fenzl — Саксаул зайсанский
- Haloxylon griffithii (Moq.) Boiss.
- Haloxylon negevensis (Iljin & Zohary) Boulos
- Haloxylon persicum Bunge ex Boiss. & Buhse — Саксаул белый
- Haloxylon salicornicum (Moq.) Bunge ex Boiss.
- Haloxylon schmittianum Pomel
- Haloxylon stocksii (Boiss.) Benth. & Hook.f.
- Haloxylon tamariscifolium (L.) Pau

Все виды распространены в полупустынях и пустынях Азии. В Казахстане и Средней Азии произрастает два вида: саксаул белый и саксаул зайсанский.

## Наиболее известные виды
Саксаул белый — крупный кустарник высотой 1,5—2,5 м, а иногда до 5 м, произрастающий на песках пустыни. Листья его имеют вид небольших чешуек. Кормом служат зеленые и ростовые веточки. Прекрасный, а иногда даже единственный корм для верблюдов на протяжении всего года. Верблюды способны объедать кусты саксаула до 3 м в высоту и могут получать с одного куста до 12 кг кормовой массы. Для овец доступны лишь опавшие на землю сухие листья и веточки (до 1 кг с одного куста). Питательность саксаула высокая: в 100 кг сухого корма содержится 52,3 кормовых единицы при 3,7 кг переваримого белка.
Саксаул зайсанский — более крупный кустарник, иногда достигает 7 м высоты, с сильно ветвистым стволом. Нередко образует своеобразные саксауловые леса. Размножается семенами. Произрастает в пустынях. Лучше всего растет на супесчаных и суглинистых сероземах с высокой фильтрационной способностью, особенно при залегании грунтовых вод на глубине 5—30 м. Встречается на такырах и такырообразных сероземах, но образует здесь менее мощные кусты. Отличаясь высокой кормовой продуктивностью, саксаул зайсанский при возделывании в виде пастбищезащитных полос повышает урожайность кормовой массы пастбищных растений на прилегающей к полосе территории. Веточки саксаула зайсанского поедаются верблюдами более охотно, чем белого, да и запасов кормовой массы больше.
Белый саксаул распространён на слаборазвитых почвах бугристых и грядовых песков, зайсанский саксаул — на слабо- и среднезасолённых глинистых, супесчаных и щебнистых аллювиальных почвах.

## Сокращение ареала
Саксаул при сгорании даёт приятно пахнущий дым и потому популярен при приготовлении баранины. Несмотря на занесение в Красную книгу, вырубка саксаула на топливо и дрова для шашлыков привела к десятикратному сокращению площади саксаульников с конца XX века, есть риск их полного исчезновения в Кызылкуме к 2030-м годам.